# Motim do Terço Velho
O Motim do Terço Velho foi um evento histórico de Salvador, quando soldados revoltados com os baixos soldos se rebelaram no entardecer do dia 10 de maio de 1728. Os soldados deste regimento, chamado Terço Velho por ser o mais antigo, armaram-se e ocuparam o velho quartel do Campo da Pólvora, e a área em torno, exigindo que o vice – rei Vasco Fernandes César de Menezes, revisse a sentença que o ouvidor-geral do crime dera contra três soldados desertores. Os soldados do Terço a consideravam por demais severa e queriam que o vice – rei perdoasse os condenados e retirasse o ouvidor da auditoria militar.
Vasco Fernandes César de Menezes soube do que estava acontecendo pelo mestre-de-campo João Araújo de Azevedo, que apresentou a ele com opiniões simpáticas à causa dos soldados. O vice-rei se encontrava numa roça existente no lugar Mouraria. Ficava próximo do Campo da Pólvora. Depois de escutar o mestre-de-campo, decidiu voltar para a Casa dos Governadores. A caminho do Largo da Palma, desceu a ladeira do Gravatá e foi falar diretamente aos soldados. Estava certo de desarmá-los com a sua presença. Os soldados que encontrou na Rua do Tingüi não o atenderam e exigiram liberdade imediata dos soldados presos. Chegando na Casa dos Governadores, ele reuniu oficiais militares, magistrados e “pessoas de maior graduação” e lhe expôs a situação em que se encontravam. Sua disposição pessoal era para uma enérgica reação. Para começo, afastou o mestre-de-campo João de Araújo e Azevedo de qualquer negociação com os soldados. Enquanto discutia esta e outras decisões, soldados de outros regimentos aderiram ao Terço Velho e tomaram conta das ruas da pequena cidade do Salvador. Davam “morras” ao ouvidor-geral e “vivas” ao mestre-de-campo. O vice-rei voltou para roça.
Na manhã do dia 11, adotou outra tática. Reuniu na Casa dos Governadores os mesmos militares, magistrados e pessoas de destaques. Convocou o mestre-de-campo João de Araújo e Azevedo e lhe comunicou que decidira atender ao pedido dos soldados. Os que comandavam o levante ainda quiseram que esta decisão fosse comunicada ao som de “caixas” pelas ruas da cidade. Foram atendidos. Eles se recolheram no quartel do Campo da Pólvora. No dia 12, Vasco Fernandes César de Menezes ordenou que uma parte do regimento fosse deslocada para os fortes de Santo Antonio da Barra, Santa Maria e São Diogo e outra, para as fortalezas do Barbalho e de Santo Antônio Além do Carmo. O mestre-de-campo João Araújo e Azevedo transferido para a fortaleza do Morro de São Paulo. Quando essas transferências terminaram, os soldados do Terço Velho foram desarmados e começaram as prisões, que atingiram 23 soldados apontados como os cabeças do levante. Dois foram condenados à forca, o cabo-de-esquadra Antônio Pereira e o soldado Anastácio Pereira. Depois de mortos tiveram o corpo esquartejado na porta do quartel do Campo da Pólvora. Os que escaparam da pena de morte foram degredados para Benguela.
O Conselho Ultramarino indagou severamente a atitude tomada por Vasco Fernandes César de Menezes, já que inicialmente, ele havia concedido perdão aos revoltosos mas, depois, o revogou. O recurso do perdão tratava-se de uma graça concedida somente pelo monarca. Ele mesmo não poderia ter tomado tal decisão. Da mesma forma, uma vez concedido o perdão, só poderia revogá-lo com a autorização régia, o que também não foi feito. Apesar das duras críticas que o vice-rei recebeu, ele justificou sua decisão por não estar perto do rei ou de seus conselheiros. Além disso, "tinha diante de si centenas de soldados furiosos, uma enorme costa coalhada de naus inimigas e milhares de escravos que não hesitariam em se revoltar caso a situação assim permitisse." Dessa forma, argumentou Vasco, era necessário aplicar a pena capital antes que situação ficasse incontornável. Apesar de ter sido reprimido, a argumentação do vice-rei foi convincente e, meses depois, ele recebeu o título de 1º Conde de Sabugosa.  